# Escudo de Honduras
El escudo de Honduras fue creado por el Decreto Legislativo del 3 de octubre de 1825, está compuesto por símbolos alusivos a su territorio, historia y la variedad de recursos naturales que posee el país. Fue modificado por el Decreto Legislativo n.º 7, del 16 de febrero de 1866 (que creó la actual Bandera de Honduras), publicado en el Boletín Legislativo (de Comayagua) n.º 4 del 6 de marzo del mismo año, siendo Presidente de la República don José María Medina. El gorro frigio con luces, que aparecía hasta entonces debajo del arcoíris y encima del volcán que está entre los dos castillos, fue sustituido por un sol poniente.
En la parte superior figuran un carcaj lleno de flechas, que simboliza a la población indígena del país, la vida guerrera de los mismos y el recuerdo del cacique Lempira, y dos cuernos de la abundancia, que contienen frutas y flores, los cuales están unidos por un lazo, y penden del carcaj, simbolizando la riqueza vegetal de Honduras. En la parte central, de forma ovalada, aparecen representados bajo un cielo azul y sobre el agua del mar, una pirámide (formando un triángulo equilátero) y dos castillos sobre los que figura el arcoíris, el cual simboliza la paz, la unión de la familia hondureña y la elevación de ideales. El triángulo significa la perfecta igualdad de todos los hondureños ante la ley; todos gozan de los mismos derechos y que todos tienen las mismas obligaciones; los castillos, uno en las costas del Mar Caribe y otro en las del Golfo de Fonseca (en el Océano Pacífico), significan los baluartes en los que se puso a prueba el valor de la raza aborigen, frente al conquistador español. El volcán en plena erupción (a pesar de que no es un país conocido por estos fenómenos naturales) situado entre los dos castillos, es el recuerdo de que él perteneció al grupo de los cinco volcanes que figuraron en la base del triángulo equilátero del Escudo Federal de las Provincias Unidas del Centro de América (Guatemala, El Salvador, Honduras, Nicaragua, Costa Rica). El sol naciente, debajo del arcoíris, esparce luz e ilumina el horizonte haciendo resaltar la hermosura del país. Simboliza la libertad, el amor a la patria y la esperanza, virtudes por las cuales vivió y murió Lempira a manos de los conquistadores.
El terreno sobre el cual está ubicado el triángulo equilátero, se figura bañado por los océanos Atlántico y Pacífico que simbolizan la ruta que siguió Cristóbal Colón para llegar a esta tierra en 1502. El óvalo simboliza el receptáculo en donde ha de guardarse el recuerdo de la fecha de emancipación política, con esta leyenda escrita en letras de oro en la bordura blanca que rodea al óvalo: República de Honduras, libre, soberana e independiente. 15 de septiembre de 1821; los tres árboles que están a cada lado del escudo (de roble a la derecha y pino, el árbol nacional, a la izquierda) significan los recursos naturales del país, pues en las selvas y montañas hay abundancia de madera preciosa. La cordillera de montañas que constituye la base en la que descansa el óvalo significa que el territorio es montañoso con una gran variedad de clima. Las minas y herramientas de mineros son indicio de la riqueza hondureña en oro y plata.
Hasta el momento de su independencia, como todas las colonias españolas, en Honduras se usó el escudo de armas de los reyes de España (no existió escudo nacional español hasta 1868). Dionisio de Herrera, como el jefe del estado de Honduras, decretó la creación de un escudo nacional el 3 de octubre de 1825. El escudo junto a los símbolos de carácter histórico, incorpora elementos que representan los recursos naturales del país que deben ser objeto de preservación.
La descripción y los usos del escudo hondureño aparecen regulados en el decreto número 16 y en el artículo 142 dictados por el Congreso Nacional el 10 de enero de 1935.

## Banderas y escudos anteriores

Primer escudo de Honduras dado por el emperador Carlos V, fue utilizado como símbolo de la provincia hasta la separación de Centroamérica del Primer Imperio Mexicano.

Honduras , como parte de las Provincias Unidas del Centro de América, adoptó la bandera y el escudo de armas aprobados por la Asamblea Nacional Constituyente de Centroamérica, según decreto n.º 29 del 21 de agosto de 1823. La Bandera de las Provincias Unidas del Centro de América constaba de tres franjas horizontales: azules la superior e inferior y blanca la del centro. Este es el citado decreto:

DECRETO CREADOR DEL ESCUDO Y LA BANDERA DE LAS PROVINCIAS UNIDAS DEL CENTRO DE AMÉRICA
DECRETO n.º 29
La Asamblea Nacional Constituyente de las Provincias Unidas del Centro de América, ha tenido a bien decretar y decreta: 
Artículo 1º El Escudo de Armas de las Provincias Unidas del Centro de América será un triángulo equilátero; en su base aparecerá una cordillera de cinco volcanes, sobre un terreno que se figure bañado por ambos mares; en la parte superior, un arco iris que los cubra y bajo el arco, el gorro de la libertad esparciendo luces. En torno del triángulo y en figura circular se escribirá con  letras de oro: “PROVINCIAS UNIDAS DEL CENTRO DE AMÉRICA”.
Artículo 2º Este escudo se colocará en todos los puestos y oficinas públicas sustituyéndose a las que se han usado por disposiciones de los anteriores gobiernos.
Artículo 3º El gran sello de la nación, el de la Secretaría de esta Asamblea, el de los agentes del gobierno, y tribunales de justicia, llevarán todos el mismo escudo.
Artículo 4º El pabellón nacional para los puertos y para toda clase de buques pertenecientes a este nuevo estado constará de tres fajas horizontales, azules la superior e inferior, y blanca la del centro en la cual irá dibujado el escudo que designa el artículo 1º. En los gallardetes las fajas se colocarán perpendicularmente por el orden expresado. Del mismo pabellón usarán los enviados de este gobierno a las naciones extranjeras. En los buques mercantes las banderas y gallardetes no llevarán escudo, y en la faja del centro se escribirá con letras de plata: DIOS, UNIÓN, LIBERTAD.
Artículo 5º Las banderas y estandartes de los cuerpos militares así vivos, así como de milicia provincial mientras esta subsista, se arreglarán a lo dispuesto en el artículo anterior: Sus fajas serán siempre horizontales, en la superior las palabras: DIOS, UNIÓN, LIBERTAD, y en la inferior la clase y número de cada cuerpo. En las de infantería ambas inscripciones serán con letras de oro, y en los de caballería con letras de plata.
Artículo 6º Los cuerpos de fuerza cívica dispondrán sus banderas y estandartes con arreglo a lo prevenido en el artículo setenta de la ley de diez y ocho del corriente.
Artículo 7º Al comunicarle este decreto al gobierno se le acompañarán diseños del blasón y pabellón nacionales para la más fácil inteligencia de cuanto queda prevenido:
Comuníquese al Supremo Poder Ejecutivo para su cumplimiento, y que lo haga imprimir, publicar y circular. Dado en Guatemala a 21 de agosto de 1823 – José Barrundia: Diputado Presidente – Mariano Gálvez: Diputado Secretario – Mariano de Córdoba: Diputado Secretario – Al Supremo Poder Ejecutivo.
Por tanto mandamos se guarde, cumpla y ejecuten todas sus partes.
Lo tendrá entendido el Secretario del despacho, y hará se imprima, publique y circule. Palacio Nacional de Guatemala 3 de octubre de 1823 – Antonio Rivera: Presidente – Pedro Molina – Juan Vicente Villacorta. Al ciudadano Manuel Julián Ibarra.

Y de orden del Supremo Poder Ejecutivo lo inserto a V. para su inteligencia y fines consiguientes: Dios, Unión, Libertad, Palacio Nacional de Guatemala 3 de octubre de 1823. M. Julián Ibarra.

2) 1851-1853 Bandera y escudo de armas de la Representación Nacional de Centroamérica.
El 8 de noviembre de 1849, los Estados de Nicaragua, El Salvador y Honduras acordaron en la ciudad de León (Nicaragua) un Pacto de Confederación, que debería ser arreglado por medio de una Dieta. La Representación Nacional de Centroamérica se instaló solemnemente el 9 de enero de 1851, en Chinandega, cabecera del departamento del mismo nombre. Estaba integrada por Pablo Buitrago Benavente y Hermenegildo Zepeda Fernández por Nicaragua, José Guerrero por Honduras, Francisco Barrundia y José Silva por El Salvador. De inmediato se procedió a organizar su directorio, siendo nombrado presidente Hermenegildo Zepeda Fernández, Primer Secretario José Silva y Segundo Secretario el Lic. Pablo Buitrago Benavente.
El 22 de abril de 1851, la Representación Nacional de Centroamérica decretó obligatoria la bandera azul y blanca y el escudo de la Confederación de Centroamérica; este último sería un triángulo equilátero; en su base aparecería una cordillera de tres volcanes colocada en un terreno bañado por ambos mares; en el vértice el arcoíris que los cubra y bajo éste el gorro de la Libertad difundiendo luces, y con tres estrellas en la parte superior. En torno del triángulo y en figura circular se escribirá en letras de oro, “FEDERACIÓN DE CENTROAMÉRICA”. Posteriormente el país volvió a usar la bandera anterior.
4) 1896-1898 Bandera y escudo de armas de la República Mayor de Centroamérica.
Al asumir la presidencia de la República de Nicaragua el general José Santos Zelaya López el 16 de septiembre de 1893, prometió trabajar por el reaparecimiento de la Patria Centroamericana, ya que Nicaragua era una porción disgregada de la República de Centroamérica. El general Zelaya López aprovechó la amistad con los presidentes de Honduras y El Salvador, doctor Policarpo Bonilla y general Rafael Antonio Gutiérrez para promover la unión de las tres repúblicas, porque los presidentes de Costa Rica y Guatemala no mostraban interés en dicha unión.
El 20 de junio de 1895 los plenipotenciarios de Nicaragua, El Salvador y Honduras doctores don Manuel Coronel Matus, don Jacinto Castellanos y don Constantino Fiallos suscriben en el puerto de Amapala (Honduras) el Tratado de Unión que se conoce con el nombre de “Pacto de Amapala”; el que erige a las Repúblicas de Nicaragua, El Salvador y Honduras en una sola entidad política para el ejercicio de su soberanía bajo el nombre de República Mayor de Centroamérica. Esta denominación persistirá hasta que las Repúblicas de Guatemala y Costa Rica acepten voluntariamente el presente convenio en cuyo caso se llamará República de Centroamérica.
En el artículo número once de dicho convenio se adopta la bandera y el escudo de armas de la antigua federación, variando únicamente la divisa o leyenda. El 3 de agosto de 1895 el Tratado de Amapala fue ratificado por el presidente de la República, quedando por tanto incluido oficialmente Nicaragua dentro de la República Mayor de Centroamérica. Después de la ratificación del tratado por los tres gobiernos antes citados, se instaló en San Salvador (la capital salvadoreña) la Dieta de la República Mayor de Centroamérica.
Reunido el Congreso Constituyente en la ciudad de Managua (la capital de Nicaragua) el día 27 de agosto de 1898, aprobó la Constitución de los Estados Unidos de Centroamérica. Poco después la unión llegó a su fin debido al golpe de Estado del general Tomás Regalado (1898-1903), quién depuso el 13 de noviembre de 1898 al Presidente de El Salvador, general Rafael Antonio Gutiérrez, y de inmediato declaró la separación de este país; rompiéndose el pacto firmado en Amapala y finalizando el ideal de unidad centroamericana del general José Santos Zelaya López, por lo que Honduras volvió a usar su bandera y escudo nacionales anteriores.

## Creación del Escudo Nacional

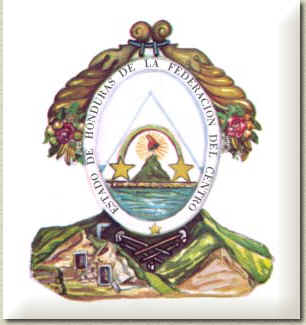
Escudo de armas del Estado de Honduras

El Escudo Nacional se creó el 3 de octubre de 1825 por este Decreto Legislativo de la Asamblea Nacional Constituyente del Estado de Honduras, siendo jefe del Estado Dionisio de Herrera:

EL ESCUDO DE ARMAS DEL ESTADO es un triángulo equilátero, en su base aparecerá un volcán entre dos castillos, sobre los cuales se levantará el arco iris que cubre el gorro frigio de la libertad, esparciendo luz. Este triángulo estará colocado sobre un terreno que figure bañado por ambos mares (Pacífico y Atlántico). En torno del triángulo se escribirá con letras de oro: ESTADO DE HONDURAS DE LA FEDERACIÓN DEL CENTRO. El escudo será cubierto en su parte superior por los cuernos de la abundancia, unidos por un lazo, y descansará sobre una cordillera de montañas, en las que aparecerán las minas, una barra, un barreno, una cuña, una almádana y un martillo.

## Honduras una república
En 1862 durante el gobierno provisional del señor don Victoriano Castellanos Cortés, en la ciudad de Santa Rosa de Copán reunido con la Asamblea Nacional Constituyente, emitieron el Decreto n.º 3 en el que le da el título de república al país, dejando de llamarse estado.    

DECRETO n.º 3. LA CÁMARA DE DIPUTADOS. CONSIDERANDO: Que está en sus facultades y es de su deber instituir el nombre que debe llevar la nación, procediendo en consonancia con el rango político que le pertenece atendiendo los principios desenvueltos en la carta fundamental, ha tenido a bien decretar: ARTÍCULO 1: La denominación que en adelante llevara el conjunto de pueblos que forman el Estado, con inclusión de sus islas adyacentes, es el de República de Honduras. ARTÍCULO 2: El gobierno mandara a esculpir este título en los sellos mayores y menores de que debe hacerse uso en el escudo del pabellón y la bandera de las milicias, en óvalos mandados a fijar en el frontispicio de las oficinas y también en las monedas. ARTÍCULO 3: La presente ley será promulgada en todos los pueblos de la República con la solemnidad dedicada. Pase al Senado. Dado en el salón de la Cámara de Diputados de la ciudad de Santa Rosa, a siete de mayo de mil ochocientos sesenta y dos. (Firma) Rolf. C. Díaz. Diputado Presidente, (firma) José Meza. Diputado Secretario y (firma) C. Goméz. Diputado Secretario.

## Creación de la Bandera y modificación del Escudo Nacional
La actual Bandera de Honduras fue creada por el Decreto Legislativo n.º 7, del 16 de febrero de 1866, publicado en el Boletín Legislativo (de Comayagua) n.º 4 del 6 de marzo del mismo año, siendo Presidente de la República don José María Medina. También el Escudo Nacional fue modificado, en vez del gorro frigio que aparecía hasta entonces lo sustituiría un sol poniente. Este es su texto:      

DECRETO DE LA CREACIÓN DE LA BANDERA
Decreto n.º 7
El Presidente de la República de Honduras,

a sus habitantes.
Sabed: que el Soberano Congreso ha decretado lo siguiente:
El Congreso de la República, usando de las facultades que le concede el inciso 17 del Artículo 24 de la constitución, para designar el pabellón y escudo de armas de la República. 
Decreta:
Art. 1º.- El pabellón de la República de Honduras, llevará como el de la antigua federación centroamericana, dos fajas azules y una blanca en medio, colocadas horizontalmente, y además, un grupo de cinco estrellas azules, de cinco ángulos salientes, en el centro del campo blanco. 
Art. 2º.- Las fajas del pabellón serán de tres a cuatro varas de longitud y de nueve pulgadas de latitud.     
Art. 3º.- La bandera antedicha será mercante. La de guerra llevará las mismas dimensiones y colores; y además el escudo de armas en cinco estrellas bajo el mismo escudo, colocadas en forma semicircular.    
Art. 4º.- El Escudo de armas nacional, será el que actualmente se usa; con solo la diferencia de llevar un sol poniente, en vez del gorro frigio que hoy contiene. 
Dado en el Salón de Sesiones del Congreso Nacional. Comayagua, 16 de febrero de 1866. Juan López D.P. Carlos Madrid, D.S.. Jerónimo Zelaya, D.S.. Al Poder Ejecutivo. 
Por tanto: Ejecútese. Comayagua, 17 de febrero de 1866. JOSÉ MARÍA MEDINA

El Ministro de Relaciones Exteriores, Francisco Cruz.

## Decreto de modificación del Escudo
El 10 de enero de 1935 se modificó el Escudo Nacional por el siguiente Decreto Legislativo n.º 16, siendo Presidente de la República el general Tiburcio Carías Andino:

DECRETO n.º 16
En vista de la excitativa de la Secretaría de Estado en el Despacho de Relaciones Exteriores, para que se provea la uniformidad del Escudo que deben usar los Consulados y Legaciones de la República; y,
Considerando: Que conviene establecer la uniformidad indicada no sólo para los Consulados y Legaciones, sino para todos los usos, de modo claro y general.
DECRETA:
Art. 1º.- El Escudo que debe usarse es un triángulo equilátero. En su base hay un volcán entre dos castillos, sobre los cuales está el arco iris y debajo de éste, tras el volcán, se levanta un sol esparciendo luz. El triángulo colocado sobre un terreno que figure bañado por ambos mares. En torno de él, un óvalo que contiene las letras de oro: REPÚBLICA DE HONDURAS LIBRE, SOBERANA, INDEPENDIENTE. – 15 DE SEPTIEMBRE DE 1821. En la parte superior del óvalo aparece un carcaj lleno de flechas de la que penden cuernos de la abundancia unidos por un lazo, y descansando todo sobre una cordillera de montañas, en las que descuellan tres árboles de roble a la derecha y tres pinos a la izquierda y en distribución conveniente, las minas, una barra, un barreno, una cuña, una almádana y un martillo.
Art. 2º.- El presente Decreto empezará a regir veinte días después de su promulgación.
Dado en Tegucigalpa, D.C., en el Salón de Sesiones, a diez de enero de mil novecientos treinta y cinco. Antonio C. Rivera, Presidente: - M. A. Batres, Secretario. Rodolfo Z. Velásquez, Secretario
Al Poder Ejecutivo.- Por tanto: Ejecútese.-
 
Tiburcio Carías A.

El Secretario de Estado en los Despachos de Gobernación, Justicia, Sanidad y Beneficencia. –Abraham Williams.